# Vatica cinerea
Vatica cinerea är en tvåhjärtbladig växtart som beskrevs av George King. Vatica cinerea ingår i släktet Vatica och familjen Dipterocarpaceae. Inga underarter finns listade i Catalogue of Life.